# Rio Capiá
O rio Capiá é um curso de água que banha o estado de Alagoas, Brasil.
Forma, com seus afluentes, uma bacia hidrográfica que desagua no rio São Francisco.